# GAZ-67
La GAZ-67, nota anche come Chapaev, e la successiva GAZ-67B sono veicoli a trazione integrale costruiti dalla GAZ dal 1943 e largamente ispirati alle Jeep americane, che vennero fornite all'Unione Sovietica dal 1942 in 20.000 unità circa.
Meccanicamente, la GAZ-67 era una versione pesantemente modernizzata della jeep GAZ-64. Il GAZ-67 era relativamente più grande e pesante, con dimensioni più massicce, ma semplice ed efficiente. Il motore era un 4 cilindri benzina GAZ-M1 da 3280 cm³, con una potenza di 54 CV che, nonostante lo spingesse a una velocità massima di 90 km/h, dava un'accelerazione insufficiente. Dopo poco tempo fu sostituita dalla GAZ-67B, con un passo allungato, una carreggiata allargata e altri miglioramenti. Ad esempio, ora potrebbe accettare un assale anteriore GAZ-51 in caso di riparazioni.
L'unico esemplare esistente in Occidente venne catturato danneggiato durante la Guerra in Indocina, dalle forze francesi. Fu utilizzata anche nella Guerra di Corea.
La GAZ-67 e soprattutto la 67B vennero ampiamente usate fino al 1953, quando vennero sostituite dalla GAZ-69.